# Keye Luke

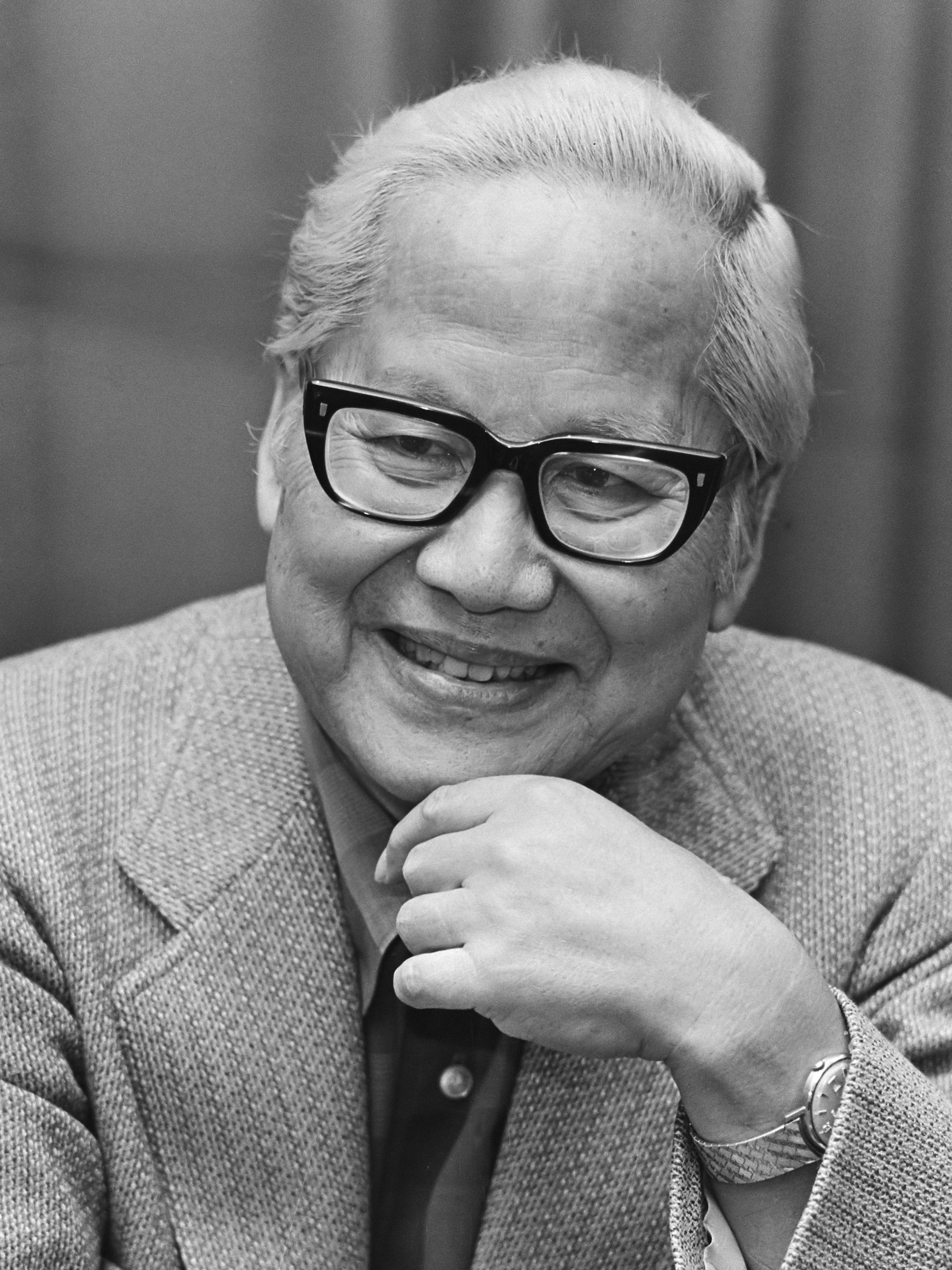
Keye Luke (1976)

Keye Luke (chinesisch 陸錫麟 / 陆锡麟, Pinyin Lù Xílín, Jyutping Luk6 Sek3leon4, kantonesisch Luk Shek-kee; * 18. Juni 1904 in Guangzhou, Kaiserreich China; † 12. Januar 1991 in Whittier, Kalifornien) war ein US-amerikanischer Film- und Theaterschauspieler. Er stand in über 150 Filmen vor der Kamera und war Gastdarsteller in 40 Fernsehserien.

## Leben

### Kindheit und Jugend
Keye Luke, dessen Vater in China ein Kunstgeschäft geführt hatte, kam in jungen Jahren in die USA und wuchs in Seattle (Washington) auf. Dennoch erhielt Luke erst 1944 die US-amerikanische Staatsbürgerschaft. Sein jüngerer Bruder Edwin Luke (1911–1986), wurde Mitte der 1940er Jahre ebenfalls kurzzeitig Schauspieler. Nach dem Besuch der Franklin High School schrieb sich Keye Luke an der University of Washington ein, an der er Kunstgeschichte und Architektur studierte.

### Karriere
Seine Karriere in Hollywood begann zunächst hinter der Kamera, als Werbekünstler und Designer von Filmplakaten für Spielfilme. Auch arbeitete er als Stuckateur und Gebäudemaler, der Mitte der 1920er Jahre für die Innenmalereien des Grauman’s Chinese Theatre in Los Angeles verantwortlich zeichnete. Selbst als er bereits als Schauspieler etabliert war, nahm er immer wieder Dekorationsarbeiten an. So war er Innenarchitekt von Josef von Sternbergs Filmdrama The Shanghai Gesture aus dem Jahr 1941.
Lukes Schauspielkarriere setzte im Jahr 1934 ein, als die Produzenten zunächst vergeblich einen chinesischen Schauspieler für eine Nebenrolle für die Filmromanze Der bunte Schleier suchten. Man griff auf Luke zurück, der daraufhin von Metro-Goldwyn-Mayer unter Vertrag genommen wurde. Für Fox nahm Luke 1935 die Rolle von Lee Chan an, der bei seinen Versuchen, seinem Vater, dem berühmten Detektiv Charlie Chan, detektivisch nachzueifern, ständig ins Fettnäpfchen tritt. Es sollte der Charakter sein, der Luke endgültig bekannt machte und den er bis 1937 neben Warner Oland sowie abermals 1948/49 neben Roland Winters in insgesamt zehn Charlie Chan-Streifen verkörperte. Der nicht beendete Film Charlie Chan at the Ringside wurde zu Mr. Moto und der Wettbetrug (1938) umgeschrieben, was zur Folge hatte, dass Lee Chan nun neben dem von Peter Lorre dargestellten Japaner Mr. Moto agierte. In Phantom of Chinatown von Monogram Pictures war Keye Luke 1940 als Mr. Wong zu sehen, ein weiterer orientalischer Detektiv, der zuvor von Boris Karloff verkörpert worden war.
Anders als viele asiatische Kollegen hatte Luke in der Zeit des Zweiten Weltkriegs keine Mühe, Filmangebote zu bekommen. Wegen seines gepflegten Erscheinungsbilds – er galt in den 1930er Jahren als Modeikone in Hollywood – übernahm er meist Ärzterollen oder trat als Hausdiener oder Militäroffiziere in Erscheinung.
Einem jüngeren Publikum ist vor allem Lukes Rolle in Gremlins – Kleine Monster aus dem Jahr 1984 ein Begriff. 1990, kurz vor seinem Tod, stand er auch in der Fortsetzung Gremlins 2 – Die Rückkehr der kleinen Monster vor der Kamera. Hawaii Fünf-Null, Raumschiff Enterprise oder MacGyver waren bekannte Fernsehserien, in denen Luke als Gastdarsteller mitwirkte. 1977 hätte er beinahe die Rolle des Obi Wan Kenobi in Krieg der Sterne bekommen; der Part ging jedoch an Alec Guinness.
Keye Luke stand neben seinen zahlreichen Filmrollen auch auf der Theaterbühne und spielte zwischen Dezember 1958 und Mai 1960 am Broadway 600-mal im Stück Flower Drum Song von Oscar Hammerstein.
Trotz seines Repertoires wurde er nie mit Filmpreisen ausgezeichnet oder nominiert. Lediglich ein Stern am Hollywood Walk of Fame erinnert heute an den Schauspieler.

### Privatleben und Tod
Keye Luke heiratete 1942. Mit seiner Frau, Ethel Davis, bekam er eine gemeinsame Tochter. Seine Frau starb im Januar 1979.
1990 stand Luke in Alice von Woody Allen vor der Kamera. Es war sein letzter Film, da er nur drei Wochen nach der Premiere im Alter von 86 Jahren an einem Schlaganfall starb.

## Filmografie (Auswahl)
- 1934: Happiness Ahead
- 1934: Der bunte Schleier (The Painted Veil)
- 1935: Charlie Chan in Paris
- 1935: Mad Love
- 1935: Charlie Chan in Shanghai
- 1935: Mädchen in Shanghai (Shanghai)
- 1935: Öl für die Lampen Chinas (Oil for the Lamps of China)
- 1936: Charlie Chan im Zirkus (Charlie Chan at the Circus)
- 1936: Charlie Chan beim Pferderennen (Charlie Chan at the Race Track)
- 1936: Charlie Chan in der Oper (Charlie Chan at the Opera)
- 1937: Die gute Erde (The Good Earth)
- 1937: Charlie Chan bei den Olympischen Spielen (Charlie Chan at the Olympics)
- 1937: Charlie Chan am Broadway (Charlie Chan on Broadway)
- 1937: Charlie Chan in Monte Carlo (Charlie Chan at Monte Carlo)
- 1938: Mr. Moto und der Wettbetrug (Mr. Moto’s Gamble)
- 1940: Comrade X
- 1940: The Green Hornet
- 1942: Der unsichtbare Agent (Invisible Agent)
- 1942: Abenteuer in Panama (Across the Pacific)
- 1942: Dr. Gillespie’s New Assistant
- 1943: Dr. Gillespie’s Criminal Case
- 1944: Three Men in White
- 1945: Between Two Women
- 1947: Dark Delusion
- 1948: Schlingen der Angst (Sleep, My Love)
- 1949: Vom FBI gejagt (Manhandled)
- 1950: Der Mann ihrer Träume (Young Man with a Horn)
- 1952: Hongkong (Hong Kong)
- 1953: Der Rebell von Java (Fair Wind to Java)
- 1954: Menschenraub in Singapur (World for Ransom)
- 1955: Alle Herrlichkeit auf Erden (Love is a Many Splendored Thing)
- 1956: In 80 Tagen um die Welt (Around the World in Eighty Days)
- 1957: Yangtse-Zwischenfall (Yangtse Incident)
- 1969: Der gefährlichste Mann der Welt (The Chairman)
- 1970: Herrscher der Insel (The Hawaiians)
- 1976: Won Ton Ton – der Hund, der Hollywood rettete (Won Ton Ton: The Dog Who Saved Hollywood)
- 1977: Der Tiger aus Taipeh (The Amsterdam Kill)
- 1979: Nur du und ich (Just You and Me, Kid)
- 1984: Gremlins – Kleine Monster (Gremlins)
- 1988: Dead Heat
- 1990: Gremlins 2 – Die Rückkehr der kleinen Monster (Gremlins 2 – The New Batch)
- 1990: Alice

### Fernsehen
- 1950: Mysteries of Chinatown (1 Folge)
- 1955: Rauchende Colts (Gunsmoke; 1 Folge)
- 1962/1965: Perry Mason (2 Folgen)
- 1967: Andy Griffith Show (1 Folge)
- 1968: Big Valley (1 Folge)
- 1968: Raumschiff Enterprise (Star Trek; 1 Folge)
- 1968/1970: Ihr Auftritt, Al Mundy (It Takes a Thief; 2 Folgen)
- 1969: Hawaii Fünf-Null (Hawaii Five-0; 1 Folge)
- 1972: Anna und der König von Siam (Anna and the King; 13 Folgen)
- 1972–1975: Kung Fu (46 Folgen)
- 1974/1975: Cannon (2 Folgen)
- 1977: Quincy (1 Folge)
- 1978/1980: M*A*S*H (2 Folgen)
- 1982: Remington Steele (1 Folge)
- 1983: Magnum (1 Folge)
- 1983: Falcon Crest (2 Folgen)
- 1985: Miami Vice (1 Folge)
- 1985/1988: MacGyver (2 Folgen)
- 1986: Golden Girls (1 Folge)
- 1986: T. J. Hooker (1 Folge)
- 1986–1987: Sidekicks – Karate Kid & Co (Sidekicks; 23 Folgen)
- 1988: Erben des Fluchs (Friday the 13th: The Series; Folge Russisches Roulette)